# Люботинська волость
Люботинська волость — історична адміністративно-територіальна одиниця Валківського повіту Харківської губернії із центром у слободі Люботин.
Станом на 1885 рік складалася з 15 поселень, 2 сільських громад. Населення — 4591 особа (2331 чоловічої статі та 2260 — жіночої), 849 дворових господарств.
|                     | Площа, десятин | У тому числі орної, дес. |
| ------------------- | -------------- | ------------------------ |
| Сільських громад    | 5389           | 3208                     |
| Приватної власності | 3470           | 1563                     |
| Іншої власності     | 235            | 35                       |
| Загалом             | 9094           | 4806                     |

На 1862 рік до складу волості входили:
- слобода Люботин;
- хутір Закозарівка;
- хутір Ведмежий;
- хутір Нестеріков;
- хутір Головиненків;
- хутір Молченків;
- хутір Мерчік;
- хутір Спартаний;
- хутір Барчаков;
- хутір Ревчик.

Найбільші поселення волості станом на 1885:
- Люботин — колишня власницька і державна слобода при річці Люботинка за 28 верст від повітового міста, 2507 осіб, 505 дворів, православна церква, школа, 3 постоялих двори, 6 лавок, базари по неділях, 2 ярмарки на рік. За 4 версти — купальня мінеральних вод. За 5 верст — залізнична станція залізнична станція.

Найбільші поселення волості станом на 1914 рік:
- село Люботин — 4883 мешканці.
- хутір Яловенків — 5111 мешканців.
- хутір Ревчик — 1383 мешканців.

Старшиною волості був Літкевич Павло Діомінович, волосним писарем — Літкевич Микола Діомінович, головою волосного суду — Бутенко Савва Федорович.